# Thapsia
Tapsia (Thapsia) es un género de plantas con flores con una 41 especies, perteneciente a la familia Apiaceae. Se distribuyen por África, Asia y Europa. La especie extinta Thapsia silphium se identifica con el condimento romano conocido como silfio. También se conoce comúnmente como edril, asa dulce o candileja.
Son plantas herbáceas perennes, raramente caducas o bienales. Tiene la raíz fibrosa con los tallos erectos y ramificados. Tiene unas hojas muy divididas de color grisáceo, a menudo aplicadas al suelo. Costillas valleculares bien diferenciadas, a menudo formando alas. 
Cuando florece forma un tallo que soporta diversas umbelas en la parte superior, entonces las hojas desaparecen y solo queda la inflorescencia, que tiene una forma bastante redondeada y poco densa de color amarillento. Las inflorescencias se producen en umbelas. Las flores tiene los pétalos pequeños. Florece en primavera y en verano. Los frutos son aplanados y con unas alas membranosas en los márgenes.
Comprende 41 especies descritas.

## Recolección
La corteza de la raíz; de esta se aprovecha una resina. Es mejor arrancarla en verano. Pueden aparecer erupciones y pústulas muy molestas en contacto con la resina prolongado. Contiene una esencia aromática que tiene la propiedad de producir ampollas.[cita requerida]

## Taxonomía
El género fue descrito por Carlos Linneo y publicado en Species Plantarum 1: 261. 1753. La especie tipo es: Thapsia villosa L.

## Principales especies
- Thapsia altissima Mill. -- Gard. Dict., ed. 8. n. 6. 1768 [16 Apr 1768] (IK)
- Thapsia annua (A.Chev.) M.Hiroe -- Umbellif. of World: 1303 (1979). (IK)
- Thapsia apulia Mill. -- Gard. Dict., ed. 8. n. 4. 1768 [16 Apr 1768] (IK)
- Thapsia asclepiadea St.-Lag. -- Ann. Soc. Bot. Lyon vii. (1880) 136. (IK)
- Thapsia asclepium L. -- Sp. Pl. 261. (IK)
- Thapsia bischoffii (Schmidt) M.Hiroe -- Umbellif. of World: 1303 (1979). (IK)
- Thapsia cinerea A.Pujadas -- Bot. J. Linn. Soc. 143(4): 437 (2003).
- Thapsia decipiens Hook.f. -- Bot. Mag. 93: t. 5670. 1867 (IK)
- Thapsia decussata Lag. -- Gen. Sp. Pl. [Lagasca] 12. 1816 (IK)
- Thapsia dissecta (Boiss.) Arán & Mateo -- Flora Montiber. 20: 17 (2002). (IK)
- Thapsia edulis Nichols. -- Dict. Gard. iv. (1887) 74. (IK)
- Thapsia foetida L. -- Sp. Pl. 261. (IK)
- Thapsia garganica L. -- Mant. i. 57. (IK) - asa dulce, gomo-resina laser, laser, silfio cirenaico.[5]
- Thapsia garganica L. subsp. gymnesica (Rosselló & Pujadas) Romo -- Fl. Silvestres Baleares: 197 (1994):. (IK)
- Thapsia glomerata Nutt. -- Gen. N. Amer. Pl. [Nuttall]. 1: 184. 1818 (IK)
- Thapsia gummifera Spreng. -- Sp. Umbellif. 31. (IK)
- Thapsia gymnesica Rosselló & A.Pujadas -- Candollea 46(1): 66 (1991). (IK)
- Thapsia hirta (Schmidt) M.Hiroe -- Umbellif. of World: 1303 (1979). (IK)
- Thapsia insularis (Parl. & Webb.) M.Hiroe -- Umbellif. of World: 1304 (1979). (IK)
- Thapsia laciniata Rouy -- Illustr. Pl. Eur. t. 431. (IK)
- Thapsia laserpitii Spreng. -- Sp. Umbellif. 32. (IK)
- Thapsia lineariloba Pomel -- Nouv. Mat. Fl. Atl. 314. (IK)
- Thapsia marocana Pomel -- Nouv. Mat. Fl. Atl. 314, in obs. (IK)
- Thapsia maxima Mill. -- Gard. Dict., ed. 8. n. 2. 1768 [16 Apr 1768] (IK)
- Thapsia melanoselina Masf. -- in Anal. Soc. Esp. Hist. Nat. x. (1881) 185. (IK)
- Thapsia meoides Guss. -- Fl. Sic. Prod. i. 370. (IK)
- Thapsia microcarpa Pomel -- Nouv. Mat. Fl. Atl. 312. (IK)
- Thapsia minor Link ex Steud. -- Nomencl. Bot. (Steudel) 831 (Quid ?). 1821 (IK)
- Thapsia minor Hort. ex Nyman -- Consp. Fl. Eur. 2: 276. 1879 [Oct 1879] (IK)
- Thapsia minor Hoffmanns. & Link -- Fl. Portug. 2: 431 (-432). 1834
- Thapsia moniza Masf -- in Anal. Soc. Esp. Hist. Nat. x. (1881) 185. (IK)
- Thapsia nitida Lacaita -- Cavanillesia i. 13 (1928). (IK)
- Thapsia nitida Lacaita var. meridionalis A.Pujadas -- Anales Jard. Bot. Madrid 57(2): 465. 2000 [1999 publ. Jan 2000] (IK)
- Thapsia nitida Lacaita subsp. meridionalis (A.Pujadas) Rivas Mart. -- Itinera Geobot. 15(2): 708 (2002). (IK)
- Thapsia platycarpa Pomel -- Nouv. Mat. Fl. Atl. 313. (IK)
- Thapsia polygama Desf. -- Fl. Atlant. 1: 261, t. 75. 1798 (IK)
- Thapsia polygama Salzm. ex Ball -- J. Linn. Soc., Bot. 16: 481. 1878 (IK)
- Thapsia praealta d'Urv. -- Mém. Soc. Linn. Paris 1: 288. 1822 (IK)
- Thapsia silphia St.-Lag. -- Ann. Soc. Bot. Lyon vii. (1880) 136. (IK)
- Thapsia stenocarpa Pomel -- Nouv. Mat. Fl. Atl. 313. (IK)
- Thapsia stenoptera Pomel -- Nouv. Mat. Fl. Atl. 312. (IK)
- Thapsia sylphium Viv. -- Fl. Lib. Spec. 17. (IK)
- Thapsia tenuifolia Lag. -- Gen. Sp. Pl. [Lagasca] 12. 1816 (IK)
- Thapsia tenuissima (A.Chev.) M.Hiroe -- Umbellif. of World: 1304 (1979). (IK)
- Thapsia transtagana Brot. -- Fl. Lusit. i. 468. (IK)
- Thapsia trifoliata L. -- Sp. Pl. 262. (IK)
- Thapsia trifoliata Mill. -- Gard. Dict., ed. 8. n. 5. 1768 [16 Apr 1768] (IK)
- Thapsia villosa L. -- Sp. Pl. 1: 261. 1753 (IK)
- Thapsia villosa L. var. laciniata (Rouy) O.Bolòs & Vigo -- in But. Inst. Catalana Hist. Nat., 38 Bot., 1: 84 (1974). (IK)
- Thapsia villosa L. subsp. maxima (Mill.) O.Bolòs & Vigo -- in But. Inst. Catalana Hist. Nat., 38 Bot., 1: 84 (1974). (IK)
- Thapsia villosa L. var. platyphyllos Franco & P.Silva. -- Nova Fl. Portugal, 1: 554, 540 (1971). (IK)